# 堀井久美
堀井 久美（ほりい くみ）は、日本の女性アニメーター、キャラクターデザイナー、漫画家。愛知県名古屋市出身。
元・スタジオエックス所属。現在はフリーランスで活動中。なお、スタジオエックスは2005年に解散している。平山まどか、長岡康史などが在籍していた。

## 来歴
元々は漫画家志望であり、アニメーターとして活躍するようになってからもその夢を諦めてはいなかったという。2011年には『月刊コンプティーク』で自身が原画を手掛けたアダルトゲーム『se・きらら』のコミカライズを手掛け、マンガ連載デビューを果たした。

## 主な参加作品

### テレビアニメ
1989年
- らんま1/2（原画）

1993年
- 海がきこえる（動画）

1994年
- 魔法騎士レイアース（1994年 - 1995年、原画）

1996年
- 名探偵コナン（原画）

1996年
- こどものおもちゃ（1996年 - 1998年、原画）
- 爆れつハンター（原画）

1997年
- 超者ライディーン（原画）
- 少女革命ウテナ（原画）
- VIRUS -VIRUS BUSTER SERGE-（原画）
- 吸血姫美夕（原画）

1998年
- センチメンタルジャーニー（作画監督）
- カードキャプターさくら（原画）

1999年
- 星界の紋章（原画）
- THE ビッグオー（1999年 - 2000年、作画監督・デザイン協力・作監協力・原画）
- セラフィムコール（OP原画）

2000年
- 星界の戦旗（原画）
- HAND MAID メイ（原画）

2001年
- Z.O.E Dolores, i（キャラクターデザイン・作画監督）
- よばれてとびでて!アクビちゃん（原画）

2002年
- ぱにょぱにょデ・ジ・キャラット（原画）
- G-onらいだーす（原画）
- GetBackers-奪還屋-（2002年 - 2003年、原画）
- NARUTO -ナルト-（2002年 - 2007年、原画）

2003年
- THE ビッグオー second season（作画監督・デザイン協力・作監協力・原画）

2004年
- ゆめりあ（キャラクターデザイン協力・作画監督・原画）
- 神魂合体ゴーダンナー!! SECOND SEASON（作画監督・原画）
- To Heart 〜Remember my Memories〜（小物デザイン・総作画監督補佐・作画監督・原画）

2005年
- あまえないでよっ!!（キャラクターデザイン・作画監督）

2006年
- あまえないでよっ!!喝!!（キャラクターデザイン・作画監督）
- シムーン（原画）
- TOKKO 特公（原画）
- らぶドル 〜Lovely Idol〜（キャラクターデザイン・総作画監督）
- D.Gray-man（OPED原画）

2007年
- 瀬戸の花嫁（作画監督）
- ひぐらしのなく頃に解（原画・OP原画）
- CODE-E （2007年、ED原画）
- しおんの王（2007年 - 2008年、プロップデザイン）
- バンブーブレード（2007年 - 2008年、作監協力）

2008年
- あかね色に染まる坂（キャラクターデザイン）※平山まどかとの共同キャラクターデザイン

2009年
- 生徒会の一存（キャラクターデザイン）
- そらのおとしもの（智樹お宝☆コレクション原画）

2010年
- 祝福のカンパネラ （OP原画）
- あそびにいくヨ! （総作画監督補佐・OP作画）
- そらのおとしものf（智樹☆お宝☆コレクション）

2011年
- お兄ちゃんのことなんかぜんぜん好きじゃないんだからねっ!!（コスチュームデザイン）
- SKET DANCE （設定・作画協力）

2013年
- IS 〈インフィニット・ストラトス〉2（キャラクターデザイン・総作画監督、原画）

2014年
- ラブライブ!（作画監督）

2016年
- CHEATING CRAFT（ゲストキャラデザイン）

2020年
- いわかける! - Sport Climbing Girls -（第5話ラストカット原画）

2021年
- 装甲娘戦機（キャラクターデザイン）

2022年
- 賢者の弟子を名乗る賢者（キャラクターデザイン・総作画監督）

2025年
- 日本へようこそエルフさん。（総作画監督）
- 前橋ウィッチーズ（総作画監督）

### 劇場アニメ
- ヴイナス戦記 （1989年、動画）
- 映画ちびまる子ちゃん 大野君と杉山君 （1990年、動画）
- おもひでぽろぽろ （1991年、動画）
- 紅の豚 （1992年、動画）
- 蒼い記憶 満蒙開拓と少年たち （1993年、原画）
- 平成狸合戦ぽんぽこ （1994年、動画）
- 名探偵コナン 瞳の中の暗殺者 （2000年、原画）
- ラブライブ!サンシャイン!! The School Idol Movie Over the Rainbow（2019年、ライブパート作画監督）

### OVA
- 万能文化猫娘 （1992年、動画）
- 天地無用! 魎皇鬼 （1994年、原画）
- 超時空世紀オーガス02 （1995年、原画）
- アイドルプロジェクト （1996年、原画）
- シャーマニックプリンセス （1996年 - 1998年、原画）
- レイアース （1997年、作画監督補佐・原画）
- バトルアスリーテス大運動会 （1997年 - 1998年、作画監督）
- Z.O.E 2167 IDOLO （2001年、キャラクターデザイン）
- こすぷれCOMPLEX （2002年、原画・OP原画）
- マリア様がみてる 3rdシーズン （2006年 - 2007年、原画）
- 鴉 -KARAS- （2007年、原画）
- クイズマジックアカデミー（2008年、アニメーションキャラクターデザイン・作画監督）
- あかね色に染まる坂 ハードコア （2009年、キャラクターデザイン）※平山まどかとの共同キャラクターデザイン

### ゲーム
- se・きらら（2010年、原画）※アダルトゲーム
- 快盗天使ツインエンジェル〜時とセカイの迷宮〜（2011年、キャラクターデザイン・作画監督）
- あざやかな彩の中で、君らしく（2017年、原画）※アダルトゲーム

### プロモーションアニメ
- 魔法使いなら味噌を喰え! （2012年、原画）

### イラスト
- みるきぃぱすてる

### 漫画
- se・きらら（2011-2012年）※ 同名アダルトゲームのコミカライズ。